# City-Hochhaus de Francfort-sur-le-Main
À ne pas confondre avec la City-Hochhaus de Leipzig
Le City-Hochhaus est un gratte-ciel situé dans la ville de Francfort-sur-le-Main, en Allemagne. Il a été conçu par les architectes Johannes Krahn et Richard Heil et a été construit de 1971 à 1974.
Le bâtiment est aussi connu sous le nom de Selmi-Hochhaus. Il a un temps été le siège de la DZ Bank. Haut de 142 m, il comporte 42 étages. 